# Lord Jim
Lord Jim es una película británica de 1965, dirigida por Richard Brooks, con Peter O'Toole en el rol principal, acompañado de prestigiosos actores internacionales.  Basada en la novela homónima de Joseph Conrad, recibió dos nominaciones de la Academia Británica de las Artes Cinematográficas y de la Televisión por la mejor dirección artística y la mejor dirección de fotografía.

## Argumento
La película narra las aventuras de un joven oficial de la Marina mercante británica, James Burke, que junto a su tripulación abandona en medio de una tormenta a sus pasajeros, peregrinos que viajan a La Meca, a bordo del SS Patna, creyendo que la nave se va a hundir. 
Todos se ponen de acuerdo en testimoniar que vieron al barco zozobrar, escapan del barco en un bote salvavidas, al llegar a puerto descubren con sorpresa que la nave había sido salvada por un barco francés y son sometidos a juicio militar. 
James es condenado a ser expulsado de la marina, y sufre la vergüenza y la deshonra de su acto de cobardía. Huye y se refugia en Sumatra, como un marinero comerciante, en donde intenta rehacer su vida, al rescatar un bote de transporte de armas y pólvora, que se estaba incendiando al tratar de llevar mercancía desde el barco de carga principal hasta el puerto, es contratado por un comerciante local (Stein) para una misión en el interior del país. 
James, buscando compensar su falta anterior, encabezará la lucha de unos nativos oprimidos, que lo llamarán Lord Jim, lleva las armas y la pólvora en una barcaza al interior del país, en la ciudad de Patusán, para respaldar una guerra civil. La expedición lucha contra unos mineros ilegales que someten al pueblo a la esclavitud y logran ser bien recibidos por la tribu local, que era sometida a la esclavitud por los mineros ilegales. La llegada de unos criminales europeos para robar las joyas del templo, desencadenará un nuevo drama.

## Reparto
- Peter O'Toole como Lord Jim
- James Mason como Caballero Brown
- Curd Jürgens como Cornelius
- Eli Wallach como el general
- Jack Hawkins como Marlow
- Paul Lukas como Stein
- Daliah Lavi como la niña
- Akim Tamiroff como Schomberg
- Jūzō Itami como Waris
- Jack MacGowran como Robinson